# Duellmanohyla ignicolor
Duellmanohyla ignicolor é uma espécie de anfíbio da família Hylidae.
É endémica do México.
Os seus habitats naturais são: florestas subtropicais ou tropicais húmidas de baixa altitude, regiões subtropicais ou tropicais húmidas de alta altitude e rios.
Está ameaçada por perda de habitat.